# Sofie Vendelbo
Sofie Vendelbo (Silkeborg, 9 februari 2000) is een voetbalspeelster uit Denemarken. Ze speelt als verdediger voor Aarhus GF in de Elitedivisionen.

## Clubcarrière
Vendelbo begon met voetballen in Engesvang in de gemeente Ikast-Brande op Jutland, Denemarken bij de voetbalclub Engesvand BK. Ook speelde ze een periode voor Vildbjerg SF in Vildbjerg. Op 7 april 2019 maakte Vendelbo haar debuut voor het eerste elftal van deze club door in een thuiswedstrijd tegen Boldklubben 1893. Deze wedstrijd betrof een play-offwedstrijd waarin werd gestreden voor promotie naar het hoogste voetbalniveau van Denemarken. In het seizoen 2019/20 kwam Vendelbo uit voor VSK Aarhus alvorens ze de overstap maakte naar stadsgenoot Aarhus GF. Op 3 december 2022 ging ze bij het Belgische KRC Genk haar eerste buitenlandse avontuur aan. In het seizoen 2022/23 kwam ze tot vier optredens in de hoofdmacht actief in de Super League. In het volgende seizoen haalde ze met haar club de bekerfinale, die werd verloren van Standard Luik.
Vendelbo maakte op 4 augustus 2023 de overstap naar het Duitse 1. FC Köln. Op 17 september 2023 maakte Vendelbo haar debuut in de Bundesliga. Op 20 mei 2024 kwam ze voor de laatste keer in actie voor de club. Na afloop van deze wedstrijd werd ze samen met andere vertrekkende ploeggenoten uitgezwaaid.
Op 21 juni 2024 keerde Vendelbo terug bij Aarhus GF waarmee ze actief is in de Elitedivisionen.

## Statistieken
| Seizoen | Club       | Land       | Competitie      | Wedstrijden | Doelpunten |
| ------- | ---------- | ---------- | --------------- | ----------- | ---------- |
| 2019/20 | VSK Aarhus | Denemarken | Elitedivisionen | 19          | 0          |
| 2020/21 | Aarhus GF  | Denemarken | Elitedivisionen | 14          | 0          |
| 2021/22 | Aarhus GF  | Denemarken | Elitedivisionen | 14          | 0          |
| 2022/23 | Aarhus GF  | Denemarken | Elitedivisionen | 14          | 0          |
| 2023/24 | 1. FC Köln | Duitsland  | Bundesliga      | 11          | 0          |
| 2024/25 | Aarhus GF  | Denemarken | Elitedivisionen | 14          | 0          |
| Totaal  | Totaal     | Totaal     | Totaal          | 86          | 0          |

Laatste update: 1 februari 2025